# Clément Latour
Clément Latour, né Bernard Hogue  (Montréal, 24 février 1911 - Montréal, 15 avril 1961), était un acteur québécois.

## Biographie
Bernard Hogue fait son droit à l'Université de Montréal et devient avocat. Après quelques années de pratique, il décide de ré-orienter sa carrière pour opter pour la radio et le théâtre. 
En parallèle à son début de carrière d'avocat, il travaillait pour le Service des Parcs de la Ville de Montréal et avait comme patron Claude Robillard. Comme il avait une belle voix, il faisait de l'animation dans les parcs. C'est ainsi que Paul L'Anglais le remarque et lui demande de remplacer Henri Letondal, à l'émission de radio Les Joyeux Troubadours, qui venait de décider de poursuivre sa carrière à Hollywood.
Ainsi au cours des années 1940 et 1950, il est de plusieurs programmes de théâtres à Montréal et il participe à plusieurs feuilletons radiophoniques (entre autres La Pension Velder et Métropole) ou émissions de variétés (ex. Les Joyeux Troubadours).
Mais il a surtout fait sa marque dans son rôle d'Amable Beauchemin dans une trilogie télévisée qui, pendant 6 ans, a largement influencé la programmation des années 1950 : Le Survenant (1954, 1957, 1959-1960),  Au chenal du moine (1957-1958) et Marie-Didace (1958-1959).
En fin de vie active, Bernard Hogue, toujours au Service des parcs de la Ville de Montréal, participe activement à la naissance du théâtre itinérant la Roulotte avec Paul Buissonneau. Il fut directeur par intérim du Jardin botanique de Montréal en 1961.

## Télévision et cinéma
- 1952 : Le Rossignol et les cloches : Le curé
- 1953 : Tit Coq  : Jean-Paul Desilets
- 1954 - 1960 : Le Survenant (Série TV) : Amable Beauchemin
- 1957 - 1958 : Au chenal du moine (Série TV) : Amable Beauchemin
- 1958 - 1959 : Marie-Didace (série TV) : Amable Beauchemin